# Nicolás Ortiz del Puerto y Colmenares Salgado
Nicolás Ortiz del Puerto y Colmenares Salgado (1620 - 13 de agosto de 1681) foi um prelado católico romano que serviu como bispo de Antequera (1678-1681).

## Biografia
Nicolás Ortiz del Puerto e Colmenares Salgado nasceu em Santa Catalina Minas. No dia 3 de outubro de 1678, foi nomeado bispo de Antequera durante o papado de Alexandre VIII. A 14 de janeiro de 1680 foi consagrado bispo por Manuel Fernández de Santa Cruz y Sahagún, bispo de Tlaxcala. Serviu como bispo de Antequera até à sua morte a 13 de agosto de 1681.